# Richard Toutain
Richard Toutain est un footballeur français né le 6 septembre 1959 à Toulouse. Il évolue au poste de défenseur central durant les années 1980 au Montpellier PSC puis au FC Sète.

## Biographie
Richard Toutain rejoint en 1981 le Montpellier PSC en provenance du Granja Toulouse.
Il dispute un total de 9 matchs en Division 1 et 117 matchs en Division 2.